# Джон Брайли
Джон Брайли (на английски: John Richard Briley) е американски писател и сценарист, роден на 25 юни 1925 г. в Каламазу, щата Мичиган, САЩ.
Известен е като сценарист на биографични филми, печелинаградата на филмовата академия на САЩ за най-добър оригинален сценарий на 55-те награди Оскар през 1982 г. за филма Ганди.
През 1950 г. завършва английска филология в Мичиганския университет и сключва брак с Дороти Луис Райчарт, от която има 4 деца. През 1960 г. получава докторска степен по Елизабетински театър в Бирмингамския университет.